# 安聖基
安聖基（韓語：안성기，1952年1月1日—），韓國男演員，多次奪得韓國三大影視獎（百想藝術大賞、青龍電影獎及大鐘獎），享有「國民影帝」的美譽。
童星出身的安聖基在首爾出生，7歲時主演電影《10代的反抗》，韓國外國語大學越南語學系畢業，是韓國藝能界少數外語能力很強的人。他是聯合國兒童基金会在韓國的代言人。
安聖基1980年代投入影圈，至今拍攝電影超過80部。他曾兩次在電影《韓半島》（2006年）及《彈鋼琴的總統》（2002年）扮演韓國總統。2022年，安圣基承認自己罹患血癌。

## 作品列表

### 電影
| 年份   | 片名                             | 角色              |
| 1957年 | 黃昏列車                         |                   |
| 1958年 | 多憾的青春                       |                   |
| 1959年 | 10代的反抗                       |                   |
| 1960年 | 下女                             |                   |
| 1961年 | 媽媽請放心                       |                   |
| 1961年 | 豬的夢                           |                   |
| 1963年 | 妻子和那女人                     |                   |
| 1963年 | 冬日遊子                         |                   |
| 1965年 | 小鬼頭傳                         |                   |
| 1967年 | 白烏鴉                           |                   |
| 1977年 | 士兵與小姐們                     |                   |
| 1979年 | 夜市                             |                   |
| 1979年 | 第三工作                         |                   |
| 1980年 | 雨曜日                           |                   |
| 1980年 | 畹風的好日子                     | 德白              |
| 1980年 | 黑暗的傢伙們                     |                   |
| 1980年 | 曼陀羅                           | 法雲              |
| 1980年 | 侏儒踢來的球                     |                   |
| 1982年 | 敬請降臨                         |                   |
| 1982年 | 村里的人們                       |                   |
| 1982年 | 被污染的孩子們                   |                   |
| 1982年 | 他人的巢                         |                   |
| 1983年 | 霧村                             | 開哲              |
| 1983年 | 像葉子一樣倒下                   |                   |
| 1983年 | 鐵人們                           |                   |
| 1983年 | 赤道之花                         | M先生             |
| 1984年 | 尋鯨記                           | 民宇              |
| 1984年 | 那年冬天很暖                     | 一煥              |
| 1984年 | 兩膝之間                         | 趙彬              |
| 1985年 | 深藍色的夜                       |                   |
| 1985年 | 深深的那個地方                   |                   |
| 1985年 | 於宇同                           |                   |
| 1985年 | 尋鯨記2                          | 民宇              |
| 1986年 | 冬日遊子                         |                   |
| 1986年 | 李長鎬的外人球團                 | 孫秉浩            |
| 1986年 | 太監                             | 徐正浩            |
| 1986年 | 黃真伊                           | 小皮匠            |
| 1987年 | 月光獵手                         | 正浩              |
| 1987年 | 甜蜜年少時                       | 英民              |
| 1987年 | 聖李秀日                         |                   |
| 1987年 | 你好上帝                         | 炳泰              |
| 1988年 | 成功時代                         | 金盼綽            |
| 1988年 | 李長鎬的外人球團2                | 孫秉浩            |
| 1988年 | 七洙和萬洙                       | 萬洙              |
| 1989年 | 搞笑藝人                         |                   |
| 1990年 | 南部軍                           | 李泰              |
| 1990年 | 夢                               | 趙信              |
| 1991年 | 誰曾見過龍之腳趾                 |                   |
| 1991年 | 柏林報導                         | 成民              |
| 1991年 | 十九歲的絕望盡頭唱響的一首愛之曲 | 載齊              |
| 1992年 | 天國的階梯                       | 金英均            |
| 1992年 | 白色戰爭                         | 韓基柱            |
| 1992年 | 你內心的藍                       | 浩碩              |
| 1993年 | 想去那個島                       | 金哲              |
| 1993年 | 特警冤家                         | 曹探員            |
| 1994年 | 太白山脈                         | 金範佑            |
| 1995年 | 永恆的帝國                       | 朝鮮正祖          |
| 1995年 | 男人孤獨                         | 安聖基            |
| 1995年 | 海葵                             |                   |
| 1995年 | 天才宣言                         | 奇怪的光          |
| 1995年 | 髮型師                           | 亨利·朴           |
| 1996年 | 沉睡的男子                       |                   |
| 1996年 | Two Cops2                        | 趙刑警            |
| 1996年 | 祝祭                             | 李俊燮            |
| 1996年 | 朴奉坤出走事件                   | X                 |
| 1998年 | 異鄉人                           |                   |
| 1998年 | 美麗的日子                       | 成民父親          |
| 1998年 | 美術館旁的動物園                 | 仁功              |
| 1998年 | 跆拳道                           |                   |
| 1998年 | 退魔錄                           | 朴允圭            |
| 1998年 | 那年春天                         |                   |
| 1998年 | 愛情倒後鏡                       | 徐仁功            |
| 1999年 | 強捕                             | 殺人犯            |
| 1999年 | 毫不留情                         | 張成民            |
| 2000年 | 黑洞                             | 外科醫師          |
| 2000年 | 真實的較量                       | 趙正希            |
| 2000年 | 乞力馬扎羅                       | 海哲              |
| 2001年 | 武士                             | 陳立              |
| 2001年 | 下一個死者                       | 黃碩              |
| 2002年 | Mr.Lady                          |                   |
| 2002年 | 醉畫仙                           | 金秉文            |
| 2002年 | 彈鋼琴的總統                     | 韓民旭            |
| 2003年 | 實尾島風雲                       | 崔載賢            |
| 2004年 | 阿羅漢                           | 紫雲              |
| 2005年 | 刑事                             | 安刑事            |
| 2006年 | 韓半島風雲                       | 崔民在            |
| 2006年 | 廣播明星                         | 朴民秀            |
| 2006年 | 墨攻                             | 趙國大將軍巷淹中  |
| 2007年 | 華麗的假期                       | 朴興洙            |
| 2008年 | 神機箭                           | 朝鮮世宗          |
| 2008年 | 我的新拍檔                       | 姜旻鎬            |
| 2010年 | 公平的愛                         | 亨萬              |
| 2011年 | 7號禁地                          | 李正萬            |
| 2011年 | 領跑人                           | 朴聖一            |
| 2012年 | 斷箭                             | 金京浩            |
| 2012年 | Super Star                       |                   |
| 2012年 | 電影圈                           |                   |
| 2012年 | 火燒108大樓                      | 消防局長          |
| 2012年 | 弦的歌曲                         | 李師傅            |
| 2013年 | 評審中，勿打擾                   |                   |
| 2013年 | 演員就是演員                     | 全州國際電影節VIP |
| 2013年 | Top Star                         | 金敬民            |
| 2014年 | 危險的傳聞                       | 南正仁            |
| 2014年 | 化妝，火葬                       | 吳常務            |
| 2014年 | 神之一手                         | 耶蘇              |
| 2014年 | The Last Knights                 |                   |
| 2015年 | 胶片时代爱情                     |                   |
| 2016年 | 狩獵                             | 文基成            |
| 2018年 | Trot                             |                   |
| 2018年 | 末日飛船                         | 申老人            |
| 2019年 | 驅魔使者                         | 安神父            |
| 2019年 | 蟬聲                             |                   |
| 2022年 | 闲山：龙的出现                   |                   |
| 2022年 | 誕生                             | 柳真吉            |

### MV
- 2006年：Eru《黑色眼鏡》
- 2007年：Eru《因為兩個人》

## 奖项

### 百想藝術大賞
- 1982年：韓國戲劇電影藝術賞－最佳男主角（《曼陀羅》）
- 1983年：韓國戲劇電影藝術賞－最佳男主角（《鐵人們（朝鲜语：철인들）》）
- 1984年：韓國戲劇電影藝術賞－最佳男主角（《霧村》）
- 1985年：韓國戲劇電影藝術賞－最佳男主角（《深藍色的夜（朝鲜语：깊고_푸른_밤_(영화)）》）
- 1989年：百想藝術大賞（電影部門）－最佳男主角（《成功時代（朝鲜语：성공시대 (영화)）》）
- 1991年：百想藝術大賞（電影部門）－最佳男主角（《誰曾見過龍之腳趾（朝鲜语：누가_용의_발톱을_보았는가）》）
- 1994年：百想藝術大賞（電影部門）－最佳男主角（《特警冤家》）
- 1994年：百想藝術大賞（電影部門）－大賞（《特警冤家》）
- 2012年：百想藝術大賞（電影部門）－最佳男主角（《斷箭》）
- 2013年：百想藝術大賞－社會貢獻獎

### 青龍電影獎
- 1990年：青龍電影獎－最佳男主角（《南部軍》）
- 1990年：青龍電影獎－男子人氣明星獎（《南部軍》）
- 1992年：青龍電影獎－男子人氣明星獎（《天國的階梯》）
- 2001年：青龍電影獎－最佳男配角（《武士》）
- 2006年：青龍電影獎－最佳男主角（《廣播明星（朝鲜语：라디오_스타_(영화)）》）

### 大鐘獎
- 1982年：大鐘獎－最佳男主角（《鐵人》）
- 1983年：大鐘獎－最佳男主角（《霧中鄉景》）
- 1985年：大鐘獎－最佳男主角（《深藍色的夜（朝鲜语：깊고_푸른_밤_(영화)）》）
- 1990年：大鐘獎－人氣男演員獎（《南部軍》）
- 1993年：大鐘獎－人氣男演員獎（《天國的階梯》）
- 1994年：大鐘獎－最佳男主角（《特警冤家》）
- 1994年：大鐘獎－人氣男演員獎（《特警冤家》）
- 2006年：大鐘獎－出道50週年紀念獎
- 2007年：大鐘獎－最佳男主角（《廣播明星（朝鲜语：라디오_스타_(영화)）》）

### 韓國電影評論家協會獎
- 1983年：韓國電影評論家協會獎－最佳男主角（《鐵人》）
- 1984年：韓國電影評論家協會獎－最佳男主角（《霧中鄉景》）
- 1994年：韓國電影評論家協會獎－最佳男主角（《特警冤家》）
- 1995年：韓國電影評論家協會獎－最佳男主角（《永遠的帝國（朝鲜语：영원한_제국）》）
- 1996年：韓國電影評論家協會獎－最佳男主角（《天才宣言（朝鲜语：천재_선언）》）
- 2006年：韓國電影評論家協會獎－最佳男主角（《廣播明星（朝鲜语：라디오_스타_(영화)）》）
- 2012年：韓國電影評論家協會獎－最佳男主角（《斷箭》）

### 亞太影展
- 1987年：亞太影展－最佳男主角（《甜蜜年少時（朝鲜语：기쁜_우리_젊은_날_(영화)）》）
- 1992年：亞太影展－最佳男主角（《天國的階梯》）
- 1993年：亞太影展－最佳男主角（《白色戰爭》）

### 黄金摄影奖
- 2023年：第43届黄金摄影奖—功劳奖[2]

## 外部連結
- NAVER （页面存档备份，存于）